# Галимов, Валиахмет Гирфанутдинович
Валиахмет Гирфанутдинович Галимов (также Вали Гирфанович; 12 июня 1908, деревня Сатламышево, Казанская губерния — 15 февраля 1994, Уфа) — башкирский советский театральный актёр, режиссёр и педагог, заслуженный артист РСФСР (1949). Член КПСС с 1941 года. Депутат Верховного Совета БАССР 7-го созыва

## Биография
Валиахмет Гирфанович (Гирфанутдинович) Галимов (татарин по национальности) родился 12 июня 1908 года в деревне Сатламышево Ивановской волости Свияжского уезда Казанской губернии (ныне Апастовский район Республики Татарстан). По другим данным родился 15 декабря в Кыштымском Заводе Екатеринбургского уезда Пермской губернии.
В 1930 году окончил театральное отделение Башкирского государственного техникума искусств в Уфе (1-й выпуск; класс В. Г. Муртазина-Иманского, М. А. Магадеева, Х. Г. Бухарского). В 1930—1931 возглавлял любительский Театр рабочей молодежи в Уфе.
С 1931 года играл в Башкирском театре драмы. В 1937 году стал режиссёром-постановщиком. В 1942—1948 и 1956—1971 годах возглавлял театр в качестве художественного руководителя и главного режиссёра.
В 1971—1982 годах работал режиссёром по дублированию фильмов на башкирский язык в Уфимском отделении Казанской студии кинохроники. С 1935 вёл педагогическую деятельность в родном Уфимском училище искусств.
Автор более десяти пьес и инсценировок произведений башкирских писателей, таких как драма «Черноликие» по одноимённой повести Гафури, написанная совместно с Г. Амири.
Умер 15 февраля 1994 года в Уфе.

### Семья
- Брат — актёр, режиссёр и педагог Хазиахмет Гирфанутдинович Галимов (Хазиахмет Бухарский; 1899—1974), заслуженный артист РСФСР.

## Награды и премии
- Заслуженный артист Башкирской АССР (1940).
- Народный артист Башкирской АССР (1944).
- Заслуженный артист РСФСР (22.03.1949).
- Три ордена Трудового Красного Знамени (1955, 1967, 1971).

## Работы в театре

### Актёр
- «Отелло» У. Шекспира — Яго
- «Борис Годунов» А. С. Пушкина — Лжедмитрий
- «Коварство и любовь» Ф. Шиллера — Фердинанд
- «Ревизор» Н. В. Гоголя — Хлестаков
- «Без вины виноватые» А. Н. Островского — Незнамов
- «Башкирская свадьба» М. Бурангулова — Базаргул
- «Разбойники» Ф. Шиллера — Франц Моор
- «Доходное место» А. Островского — Жадов
- «Под каштанами Праги» К. Симонова — Стефан
- «Семья Аллана» Г. Мухтарова — Гата
- «Хакмар» Мифтахова — Ахмет
- «Поднятая целина» по М. Шолохову — Нагульнов
- «Как закалялась сталь» по Н. Островскому — Павел Корчагин
- «Скупой» Ж. Б. Мольера — Гарпагон
- «Женитьба» Н. Гоголя — Подколесин
- 1950 — «Семья» И. Попова — Володя Ульянов

### Режиссёр
- 1938 — «Черноликие» по М. Гафури
- 1942 — «Нашествие» Л. Леонова
- 1947 — «Герои» по роману А. Фадеева «Молодая гвардия»
- 1958 — «Похищение девушки» М. Карима
- 1959 — «Третья патетическая» Н. Погодина
- «Мария Тюдор» В. Гюго
- «Нашествие» Л. Леонова
- «Власть тьмы» Л. Н. Толстого
- «Салават Юлаев» Б. Бикбая
- «Кахым-турэ, или 1812 год» Б. Бикбая
- «Идукай и Мурадым» М. Бурангулова
- «Карагол» Юлтыя

## Фильмография
1. 1940 — Салават Юлаев — мулла
2. 1978 — В ночь лунного затмения — аксакал